# Alexander Litovchenko

Retrato de Litovchenko por Ivan Kramskoi, 1878.

Alexander Dmitrievich Litovchenko (em russo: Александр Дмитриевич Литовченко; Kremenchuk, 1835 — 28 de junho de Saint Petersburg, 1890) foi um pintor russo nascido na Ucrânia que se especializou em pintar a rússia moscovita dos séculos XVI e XVII.